# Oliver Ivanović
Pour les articles homonymes, voir Ivanović.
Oliver Ivanović (en serbe cyrillique Оливер Ивановић), né le 1er avril 1953 à Rznić, en Yougoslavie, et mort le 16 janvier 2018 à Kosovska Mitrovica, en Kosovo, est un homme politique serbe.
Il dirige la Liste serbe pour le Kosovo-Metohija aux élections parlementaires de 2004.

## Biographie
Ses deux parents sont originaires du Monténégro et ont souhaité être enterrés à Podgorica, il est originaire du clan des Kuci.
Après avoir suivi des études supérieures dans le domaine de l'économie, Oliver Ivanović a travaillé en tant qu'ingénieur. De 2001 à 2007, il a été membre de l'Assemblée du Kosovo (en albanais : Kuvendi i Kosovës ; en serbe : Скупштина Косова et Skupština Kosova),.
Aux élections législatives serbes de 2008, il va concourir sur la liste Pour une Serbie européenne, du président serbe Boris Tadić.
Chef du parti Initiative civique, il se présente aux élections municipales, en 2018, sur la liste Srpska Lista. Il est condamné à neuf ans de prison pour crime de guerre. Il est libéré après avoir fait appel et doit repasser en jugement.
Il meurt assassiné par balles le 16 janvier 2018.

### Vie privée
Oliver Ivanović est marié et a quatre enfants. Outre le serbe, il parle l'anglais et l'albanais.